# Carol Dina
Carol Dina (n. 25 oct. 1937 - d. 22 februarie 2012) a fost  un senator român în legislatura 2000-2004 și în legislatura 2004-2008, ales în județul Galați pe listele partidului PRM. În legislatura 2000-2004, Carol Dina a fost membru în grupurile parlamentare de prietenie cu Republica Italiană și Regatul Unit al Marii Britanii și Irlandei de Nord.  În legislatura 2000-2004, Carol Dina a fost membru în comisia pentru privatizare și administrarea activelor statului. În legislatura 2004-2008, Carol Dina a fost membru în grupurile parlamentare de prietenie cu Republica Franceză-Senat, Republica Peru, Republica Libaneză, Regatul Danemarcei și Republica Orientală a Uruguayului. Carol Dina a fost membru în comisia pentru administrație publică, organizarea teritoriului și protecția mediului, comisia pentru privatizare și administrarea activelor statului și comisia pentru buget, finanțe, activitate bancară și piață de capital. Carol Dina a înregistrat 131 luări de cuvânt în 86 de ședințe și 55 de propuneri legislative, din care o propunere a fost promulgată lege.   
Carol Dina a fost unul dintre puținii politicieni post decembriști care au avut funcții de conducere și înainte de 1989. Spre deosebire de alți politicieni care au avut cariere asemănătoare pe timpul lui Ceaușescu, Carol Dina nu a făcut niciodată un secret din acest lucru și nici nu și-a negat propria istorie. Carol Dina a condus fosta întreprindere „23 August” și „Timpuri Noi”. Pentru un an, Carol Dina a fost consilierul lui Nicolae Ceaușescu pe probleme de construcții de mașini și metalurgie, fiind absolvent al Facultății de Construcții Mașini din cadrul Institutul Politehnic București. În perioada 16 decembrie 1985 – 22 decembrie 1989 a îndeplinit funcția de prim-secretar PCR al județului Galați și președinte al Consiliului Popular Județean Galați.
Carol Dina a fost deputat în Marea Adunare Națională în sesiunea (1985 - 1989). Carol Dina a fost membru în Comitetul Central al Partidului Comunist Român în 1988. Carol Dina a fost membru de partid din 1957 și a fost decorat cu Ordinul Muncii.